# リフレクション (情報工学)
情報工学においてリフレクション (reflection) とは、プログラムの実行過程でプログラム自身の構造を読み取ったり書き換えたりする技術のことを指す。

## 概要
日本語では自己言及と呼ばれる。通常リフレクションというと動的（実行時）リフレクションのことを指すが、静的（コンパイル時）リフレクションをサポートするプログラミング言語もある。リフレクションはSmalltalk、Java、.NET Frameworkのような仮想機械やインタプリタ上で実行されることを想定した言語でサポートされることが多く、C言語のような機械語として出力されることを想定した言語でサポートされることは少ない。
一般に、リフレクションとはオブジェクトがそれ自身の構造や計算上の意味を取得することを可能にするものである。リフレクションによるプログラミングパラダイムをリフレクティブプログラミング (reflective programming) という。
通常、プログラムのソースコードがコンパイルされると、プログラムの構造などの情報は低レベルコード（アセンブリ言語など）に変換される過程で失われてしまう。リフレクションをサポートする場合、そのような情報は生成されるコードの中にメタデータとして保存される。
LISPやForthなど実行時とコンパイル時の区別のない言語では、コードの解釈とリフレクションとの間に違いはない。

## 例

### Java
次のコードはjava.lang.reflectパッケージを使ったJava 6以降での例である。
```
// リフレクションなし

Foo
 
foo
 
=
 
new
 
Foo
();

foo
.
hello
();

```

```
// リフレクション

Class
 
cl
 
=
 
Class
.
forName
(
"Foo"
);

Method
 
method
 
=
 
cl
.
getMethod
(
"hello"
);

method
.
invoke
(
cl
.
newInstance
());

```

どちらのコードでもFooクラスのインスタンスを作成し、そのインスタンスのhello()メソッドを呼んでいる。
前者の例では、クラス名やメソッド名がハードコーディングされているので実行時に他のクラスに変更するのは不可能である。リフレクションを用いた後者の例では、それらを実行時に容易に変更することができる。しかしその一方で、後者は読みにくく、またコンパイル時チェックの恩恵も得られない。つまり、もしFooクラスが存在しなかったとしたら前者のコードではコンパイル時にエラーとなるが、後者のコードでは実行するまでエラーが発生しない。

### Perl
次のコードは同じ例をPerlで書いたものである。
```
# リフレクションなし

Foo
->
new
->
hello
();

```

```
# リフレクション

my
 
$class
 
=
 
"Foo"
;

my
 
$method
 
=
 
$class
->
can
(
"hello"
);

$class
->
new
->
$method
();

```

### Objective-C
次のコードは同じ例をObjective-Cで書いたものである。
```
// リフレクションなし

[[[
Foo
 
alloc
]
 
init
]
 
hello
];

```

```
// リフレクション

id
 
aClass
 
=
 
objc_getClass
(
"Foo"
);

SEL
 
aSelector
 
=
 
NSSelectorFromString
(
@"hello"
);

objc_msgSend
([[
aClass
 
alloc
]
 
init
],
 
aSelector
,
 
nil
);

```

### ActionScript
次の例は同じ例をActionScriptで書いたものである。
```
// リフレクションなし

var
 
foo
:
Foo
 
=
 
new
 
Foo
();

foo
.
hello
();

```

```
// リフレクション

var
 
ClassReference
:
Class
 
=
 
flash
.
utils
.
getDefinitionByName
(
"Foo"
)
 
as
 
Class
;

var
 
instance
:
Object
 
=
 
new
 
ClassReference
();

instance
.
hello
();

```

### JavaScript
次の例は同じ例をJavaScriptで書いたものである。
```
// リフレクションなし

var
 
foo
 
=
 
new
 
Foo
();

foo
.
hello
();

```

```
// リフレクション

var
 
foo
 
=
 
this
[
'Foo'
];

var
 
methodName
 
=
 
'hello'
;

(
new
 
foo
())[
methodName
]();

```

```
// Reflectオブジェクトを使用

const
 
foo
 
=
 
Reflect
.
construct
(
Foo
)

const
 
hello
 
=
 
Reflect
.
get
(
foo
,
 
'hello'
)

Reflect
.
apply
(
hello
,
 
foo
,
 
[])

```

### Ruby
次の例は同じ例をRubyで書いたものである。
```
# リフレクションなし

foo
 
=
 
Foo
.
new

foo
.
hello

# リフレクション

foo_class
 
=
 
Object
.
const_get
 
'Foo'

foo
 
=
 
foo_class
.
new

foo
.
send
 
'hello'

```

### Python
次の例は同じ例をPythonで書いたものである。
```
# リフレクションなし

obj
 
=
 
Foo
()

obj
.
hello
()

# リフレクション

class_name
 
=
 
"Foo"

method
 
=
 
"hello"

obj
 
=
 
globals
()[
class_name
]()

getattr
(
obj
,
 
method
)()

# eval

eval
(
"Foo().hello()"
)

```

### PHP
次の例は同じ例をPHPで書いたものである。
```
// リフレクションなし

$foo
 
=
 
new
 
Foo
();

$foo
->
hello
();

// リフレクション

$reflector
 
=
 
new
 
ReflectionClass
(
'Foo'
);

$foo
 
=
 
$reflector
->
newInstance
();

$hello
 
=
 
$reflector
->
getMethod
(
'hello'
);

$hello
->
invoke
(
$foo
);

// コールバックの使用

$foo
 
=
 
new
 
Foo
();

call_user_func
(
array
(
$foo
,
 
'hello'
));

// 可変変数構文の使用

$className
 
=
 
'Foo'
;

$foo
 
=
 
new
 
$className
();

$method
 
=
 
'hello'
;

$foo
->
$method
();

```

### C#
次の例はC#による例で、より進んだリフレクションの用法を示している。プログラムはコマンドラインからアセンブリ名を入力としてとる。アセンブリとはクラスライブラリのようなものである。アセンブリが読み込まれると、アセンブリ内で定義されたメソッドを検索するためにリフレクションが用いられる。見つかった各メソッドに対し、最近変更があったかどうかをリフレクションを使って調べている。もし変更があり、かつ引数をとらないメソッドであれば、メソッド名と戻り値の型を表示する。
最近変更されたかどうかを調べるために、開発者はカスタム属性を使う必要がある。
```
using
 
System
;

using
 
System.Collections.Generic
;

using
 
System.Text
;

using
 
System.Reflection
;

using
 
Recent
;

namespace
 
Reflect

{

    
class
 
Program

    
{

        
private
 
Assembly
 
a
;

        
Program
(
String
 
assemblyName
)

        
{

            
a
 
=
 
Assembly
.
Load
(
new
 
AssemblyName
(
assemblyName
));

            
// 指定されたアセンブリにSupportsRecentlyModified属性が適用されていることを確認。

            
Attribute
 
c
 
=
 
Attribute
.
GetCustomAttribute
(
a
,
 
typeof
(
SupportsRecentlyModifiedAttribute
));

            
if
 
(
c
 
==
 
null
)

            
{

                 
// "SupportsRecentlyModified"属性の取得に失敗。

                 
// つまり、アセンブリは"RecentlyModified"属性をサポートしていない。

                 
throw
 
new
 
Exception
(
"アセンブリ"
 
+
 
assemblyName
 
+
 
" は必要な属性をサポートしていません。"
);

            
}

            
Console
.
WriteLine
(
"読み込み完了: "
 
+
 
a
.
FullName
);

        
}

        
public
 
void
 
FindNewMethodsWithNoArgs
()

        
{

            
// アセンブリに定義されている型をすべて取得する

            
Type
[]
 
t
 
=
 
a
.
GetTypes
();

            
foreach
 
(
Type
 
type
 
in
 
t
)

            
{

                
// この型がクラスでなければスキップ。

                
if
 
(
!
type
.
IsClass
)

                    
continue
;

                
Console
.
WriteLine
(
"クラス名: "
 
+
 
type
.
FullName
);

                
MethodInfo
[]
 
methods
 
=
 
type
.
GetMethods
();

                
foreach
 
(
MethodInfo
 
method
 
in
 
methods
)

                
{

                    
object
[]
 
ab
 
=
 
method
.
GetCustomAttributes
(
typeof
(
RecentlyModifiedAttribute
),
 
true
);

                    
// 属性がひとつも取得できなければ、このメソッドは古いということである。

                    
if
 
(
ab
.
Length
 
!=
 
0
)

                    
{

                        
// そうでなければただ1つの属性のみ取得される。

                        
// なぜなら、"RecentlyModified"属性は他の属性との併用ができないからである。

                        
Console
.
Write
(
"\t更新されたメソッド: "
 
+
 
method
.
Name
);

                        
if
 
(
method
.
GetParameters
().
Length
 
>
 
0
)

                            
break
;

                        
// 開発者が指定したコメントを取得するために、

                        
// "RecentlyModifiedAttribute"属性のインスタンスを用いる。

                        
Console
.
WriteLine
(
"\t"
 
+
 
(
ab
[
0
]
 
as
 
RecentlyModifiedAttribute
).
comment
);

                        
Console
.
WriteLine
(
"\t\t戻り値: "
 
+
 
method
.
ReturnType
.
Name
);

                    
}

                
}

            
}

        
}

        
static
 
void
 
Main
(
string
[]
 
args
)

        
{

            
try

            
{

                
Program
 
reflector
 
=
 
new
 
Program
(
"UseAttributes"
);

                
reflector
.
FindNewMethodsWithNoArgs
();

            
}

            
catch
 
(
Exception
 
e
)

            
{

                
Console
.
Error
.
WriteLine
(
e
.
Message
);

            
}

        
}

    
}

}

```

上で使用したカスタム属性の実装を次に示す。
```
using
 
System
;

using
 
System.Collections.Generic
;

using
 
System.Text
;

namespace
 
Recent

{

    
// この属性はメソッドにしか適用できず、また他の属性との併用もできない。

    
[AttributeUsage(AttributeTargets.Method, AllowMultiple=false, Inherited=true)]

    
public
 
class
 
RecentlyModifiedAttribute
 
:
 
Attribute

    
{

        
// この属性はメソッドに対して適用される。

        
// 引数なしで([RecentlyModified])、

        
// またはコメントとともに([RecentlyModified(comment="<someComment>")])適用できる。

        
private
 
String
 
Comment
 
=
 
"このメソッドは最近変更されました。"
;

        

        
public
 
RecentlyModifiedAttribute
()

        
{

            
// 属性のインスタンス化のための空コンストラクタ。

            
// 必須な引数はないのでコンストラクタは空。

        
}

        
// 省略可能な引数"comment"の定義。属性が使用される際に名前つき引数として指定される。

        
public
 
String
 
comment

        
{

            
get

            
{

                
return
 
Comment
;

            
}

            
set

            
{

                
Comment
 
=
 
comment
;

            
}

        
}

    
}

    
[AttributeUsage(AttributeTargets.Assembly, AllowMultiple=false)]

    
public
 
class
 
SupportsRecentlyModifiedAttribute
 
:
 
Attribute

    
{

        
// この属性は引数なしでアセンブリに適用される。

        
// as in [SupportsRecentlyModified]

        
public
 
SupportsRecentlyModifiedAttribute
()

        
{

            
// 必須な引数はないのでコンストラクタは空。

        
}

    
}

}

```

また、このカスタム属性を使用したクラスの定義例を次に示す。
```
using
 
System
;

using
 
System.Collections.Generic
;

using
 
System.Text
;

using
 
Recent
;

// アセンブリが "RecentlyModified"属性をサポートすることを示すために

// "SupportsRecentlyModified"属性を適用する。

[assembly: SupportsRecentlyModified]

namespace
 
Reflect

{

    
class
 
UseAttributes

    
{

        
private
 
Object
 
info
;

        
public
 
UseAttributes
()

        
{

            
info
 
=
 
(
object
)
 
"Hello World"
;

        
}

        
public
 
void
 
OldMethodWithNoArgs
()

        
{

            
Console
.
WriteLine
(
"これは引数をとらない古いメソッドである。"
);

        
}

        
// メソッドが最近変更されたということを示すために"RecentlyModified"属性を適用する。

        
[RecentlyModified]

        
public
 
void
 
NewMethodWithNoArgs
()

        
{

            
Console
.
WriteLine
(
"これは引数をとらない新しいメソッドである。"
);

        
}

        
public
 
void
 
OldMethodWithOneArg
(
object
 
something
)

        
{

            
info
 
=
 
something
;

            
Console
.
WriteLine
(
"これは引数を1つとる古いメソッドである。"
);

        
}

        
[RecentlyModified]

        
public
 
void
 
NewMethodWithOneArg
(
object
 
something
)

        
{

            
info
 
=
 
something
;

            
Console
.
WriteLine
(
"これは引数を1つとる新しいメソッドである。"
);

        
}
 

    
}

}

```

### Delphi
次の例は同じ例をDelphiで書いたものである。クラス TFoo はユニット Unit1 で定義されているものとする。
```
uses
 
RTTI
,
 
Unit1
;

// リフレクションなし

procedure
 
WithoutReflection
;

var

  
Foo
:
 
TFoo
;

begin

  
Foo
 
:=
 
TFoo
.
Create
;

  
try

    
Foo
.
Hello
;

  
finally

    
Foo
.
Free
;

  
end
;

end
;

// リフレクション

procedure
 
WithReflection
;

var

  
RttiContext
:
 
TRttiContext
;

  
RttiType
:
 
TRttiInstanceType
;

  
Foo
:
 
TObject
;

begin

  
RttiType
 
:=
 
RttiContext
.
FindType
(
'Unit1.TFoo'
)
 
as
 
TRttiInstanceType
;

  
Foo
 
:=
 
RttiType
.
GetMethod
(
'Create'
)
.
Invoke
(
RttiType
.
MetaclassType
,
 
[])
.
AsObject
;

  
try

    
RttiType
.
GetMethod
(
'Hello'
)
.
Invoke
(
Foo
,
 
[])
;

  
finally

    
Foo
.
Free
;

  
end
;

end
;

```

Delphiはアンマネージドでネイティブコンパイルされる言語であるため、注目に値する例となっている。リフレクションをサポートする言語の多くはPerlやPython、PHPのような動的プログラミング言語またはスクリプト言語であるか、あるいはJavaやC#のようにランタイムを必要とする言語である。